# Curchorem Cacora
Curchorem Cacora is een nagar panchayat (plaats) in het district Zuid-Goa van de Indiase staat Goa. 

## Demografie
Volgens de Indiase volkstelling van 2001 wonen er 21.398 mensen in Curchorem Cacora, waarvan 51% mannelijk en 49% vrouwelijk is. De plaats heeft een alfabetiseringsgraad van 74%. 